# サハリン国立総合大学
サハリン国立総合大学（さはりんこくりつそうごうだいがく、英語: Sakhalin State University、公用語表記: Сахалинский государственный университет）は、ロシア・サハリン州ユジノサハリンスクに本部を置くロシア連邦の国立大学。1988年創立、1949年大学設置。大学の略称はСахГУ(Sakh GU)。

## 沿革
1949年に設立されたユジノサハリンスク教育大学を前身とし、1988年に開設された。

## 学部・教育体制
東洋学部では朝鮮語や日本語を学ぶことができる。